# Jorge Pi
Jorge Pi es un exciclista argentino oriundo de Villa Aberastain, provincia de San Juan, nacido el 16 de octubre de 1984. Se desempeñaba en disciplinas de ruta y pista,anteriormente representado a la selección argentina de ciclismo en ruta, pista y Selección Sanjuanina en las pruebas tanto dentro como fuera del territorio argentino.

## Inicios en el Ciclismo
Motivado y animado por sus padres empezó a pedalear al poco tiempo compitió, le gusto y logró lo que nunca se imaginaba descubriendo talento  en la familia.

## Campeonato Nacional
Jorge Pi se adjudicó el Campeonato Argentino de Ciclismo en Ruta 2010 disputado en su provincia natal, convirtiéndose así en el primer campeón sanjuanino luego de 32 años. Protagonizó una fuga temprana en el kilómetro 5 junto a Pedro González, Oscar Villalobo, Matías Torres, Leandro Messineo, Juan Lucero y Leonel Cuni. Luego de 192 km era el único sobreviviente de dicha fuga, llevándose de esa manera la prueba.

## Triunfos Destacados
2000
- 3.º Campeonato Argentino de pista juvenil

2001
- 2.º en la Vuelta a la Provincia de San Juan reservada para categorías Junior
- 2.º Puesto en la especialidad Persecución Individual (Copa de las Naciones )
- 2.º Puesto en la especialidad 4X4000
- Campeón en la especialidad 4X4000(Campeonato Panamericano de Ciclismo Junior, disputado en la ciudad de Cochabamba, Bolivia)
- Campeón Argentino Junior de Persecución Individual
- Campeón en Contra reloj individual categoría junior
- 2.º en la especialidad Persecución Individual(copa de las Naciones)

2004
- Campeonato Argentino de Ciclismo Contrarreloj Sub-23

2006
- Giro del Sol, más 1 etapa
- 3a en 3a etapa Vuelta a San Rafael (ARG)
- 3a en Sídney, Madison (AUS) UCI ProTour ( campeonato del mundo)

2008
- Circuito Albardón

2009
- 1 etapa CRI Vuelta a Albardón

2010
- 1 etapa Vuelta a San Juan
- Campeonato de Argentina de Ciclismo en Ruta
- 3a en 3a etapa Vuelta a San Rafael (ARG)

2011
- La Bebida
- GP Homenaje al Chueco Brizuela; Recreo, Catamarca